# Robert Skobelski
Robert Ryszard Skobelski (ur. 1968 w Gubinie) – polski historyk, specjalizujący się w historii najnowszej Polski i okresu stalinowskiego, polityce zagranicznej PRL oraz gospodarce PRL; nauczyciel akademicki związany z Uniwersytetem Zielonogórskim.

## Życiorys
Urodził się w 1968 roku w Gubinie, gdzie spędził swoje dzieciństwo oraz wczesne lata młodości. Ukończył tam kolejno Szkołę Podstawową nr 2 (1983), a następnie Technikum Mechanizacji Rolnictwa w 1989 roku. Następnie podjął studia dzienne na kierunku historia w Wyższej Szkole Pedagogicznej im. Tadeusza Kotarbińskiego w Zielonej Górze, które ukończył w 1995 roku, uzyskując tytuł zawodowy magistra na podstawie pracy pt. Polityka zagraniczna Polski w latach 1945–1947, napisaną pod kierunkiem naukowym prof. Zdzisław Wroniaka.
Po zakończeniu studiów przez rok pracował w Liceum Ogólnokształcącym w Gubinie jako nauczyciel historii. W tym samym roku podjął także pracę jako asystent w Zakładzie Historii Najnowszej Instytutu Historii w swojej macierzystej uczelni, osiedlając się na stałe w Zielonej Górze. Jednocześnie kontynuował studia doktoranckie. W 2000 roku uzyskał stopień naukowy doktora nauk humanistycznych w zakresie historii na podstawie pracy pt. Ziemie Zachodnie i Północne Polski w okresie realizacji planu sześcioletniego (1950–1955), napisanej pod kierunkiem prof. Czesława Osękowskiego. Bezpośrednio potem awansował na stanowisko adiunkta w Zakładzie Historii Najnowszej Instytutu Historii WSP (od 2001 roku Uniwersytet Zielonogórski). W 2010 roku otrzymał stopień naukowy doktora habilitowanego nauk humanistycznych w zakresie historii na podstawie rozprawy nt. Polityka PRL wobec państw socjalistycznych w latach 1956–1970. Współpraca – napięcia – konflikty, a wraz z nim niedługo potem stanowisko profesora nadzwyczajnego. Od 2013 roku jest redaktorem naczelnym rocznika naukowego Instytutu Historii Uniwersytetu Zielonogórskiego pt. Studia Zachodnie, znajdującego się na liście czasopism punktowanych Ministerstwa Nauki i Szkolnictwa Wyższego.
Na Uniwersytecie Zielonogórskim pełnił kilka istotnych funkcji organizacyjnych, związanych z Instytutem Historii, gdzie w latach 2002–2007 był zastępcą dyrektora. Od roku 2016 kieruje Instytutem Historii, jako jego dyrektor. Poza działalnością naukową na zielonogórskiej uczelni w 2009 roku prowadził zajęcia dla studentów Uniwersytet Europejskiego Uniwersytetu Viadrina we Frankfurcie nad Odrą oraz popularne wykłady dla młodzieży szkół średnich w Gubinie, Lubinie i Zielonej Górze. Ponadto współpracował ze Stowarzyszeniem Pionierów Zielonej Góry, a także lokalną rozgłośnią Polskiego Radia, uczestnicząc w cyklu audycji o dziejach PRL. Jest aktywnym członkiem Zarządu Polskiego Towarzystwa Historycznego Oddział w Zielonej Górze.

## Dorobek naukowy
Zainteresowania naukowe Roberta Skobelskiego koncentrują się wokół problematyki związanej z historią Polski okresu PRL (1945–1989), ze szczególnym uwzględnieniem okresu stalinowskiego, konfliktów społeczno-politycznych, polityki zagranicznej, stosunków Polski z krajami socjalistycznymi oraz dziejów ziemi lubuskiej po II wojnie światowej. Publikował m.in. w Kwartalniku Historycznym, Studiach z Dziejów Rosji i Europy Środkowo-Wschodniej, Pamięci i Sprawiedliwości, Przeglądzie Zachodnim, paryskich Zeszytach Historycznych i Roczniku Lubuskim. Natomiast do jego najważniejszych prac książkowych należą:
- Ziemie Zachodnie i Północne Polski w okresie realizacji planu sześcioletniego 1950–1955, Zielona Góra 2002.
- Stan wojenny na Ziemi Lubuskiej, Zielona Góra 2009.
- Polityka PRL wobec państw socjalistycznych w latach 1956–1970. Współpraca, napięcia, konflikty, Poznań 2010.
- Z prądem i pod prąd. Historia zielonogórskiej Elektrociepłowni, Zielona Góra 2011.
- Powiew demokracji. Wybory do Sejmu PRL z 1957 roku, Warszawa 2021, ISBN 978-83-01-21928-4